# Okeanos Explorer
Die Okeanos Explorer ist ein Forschungsschiff der offiziell 2010 ins Leben gerufenen National Oceanic and Atmospheric Administration (NOAA).

## Beschreibung
Ursprünglich wurde das Schiff der Stalwart-Klasse für die United States Navy unter dem Namen Capable als Aufklärungsschiff gebaut und am 9. Juni 1989 in Dienst gestellt. Am 14. September 2004 wurde es an die NOAA abgegeben. Das Schiff wurde nach Okeanos, dem altgriechischen Gott des Meeres, umbenannt.
Die Schiffsbesatzung besteht aus 21 Personen, dazu kommen sechs Offizielle der NOAA. An Bord ist Platz für 19 Wissenschaftler.
Das 68 Meter lange, umgebaute Schiff ist mit Kameras für hochauflösende Bilder und anspruchsvollen Geräten wie 3-D-Sonar-Kartierungssystemen ausgestattet. Die Kameras bieten eine Echtzeit-Beobachtung des Meeresbodens für Wissenschaftler und die Öffentlichkeit. Dies ist eine Pionierarbeit für das, was die NOAA telepresence technology („Fernanwesenheitstechnologie“) nennt. Die Okeanos Explorer ist das einzige Schiff der US-Regierung, das sich der Erkundung des Meeresboden und der ozeanischen Erdkruste widmet.
Die Okeanos Explorer ist das einzige Schiff der NOAA, das dauerhaft ein ferngesteuertes Fahrzeug (ROV) an Bord hat, anders als bei anderen Schiffen der NOAA, die das ROV am Ende ihrer Missionen abgeben. Damit ist es einfacher, das Schiff jederzeit und kurzfristig einzusetzen. Auf der Okeanos Explorer gibt es einen integrierten Kontrollraum für den Betrieb von Mehrstrahl-, ROV- und Fernanwesenheits-Kommunikationsgeräten. Da die Bildschirme und Computer dauerhaft an das Schiff angeschlossen sind, macht es langfristige Erkundungen in abgelegenen Gebiete der Welt effizienter. Das Schiff ist mit einem auffälligen Satellitendom mit 3,7 Meter Durchmesser ausgerüstet, der auf einem Mast installiert ist.

## Forschungsreisen

### INDEX 2010 Erkundung in Indonesien

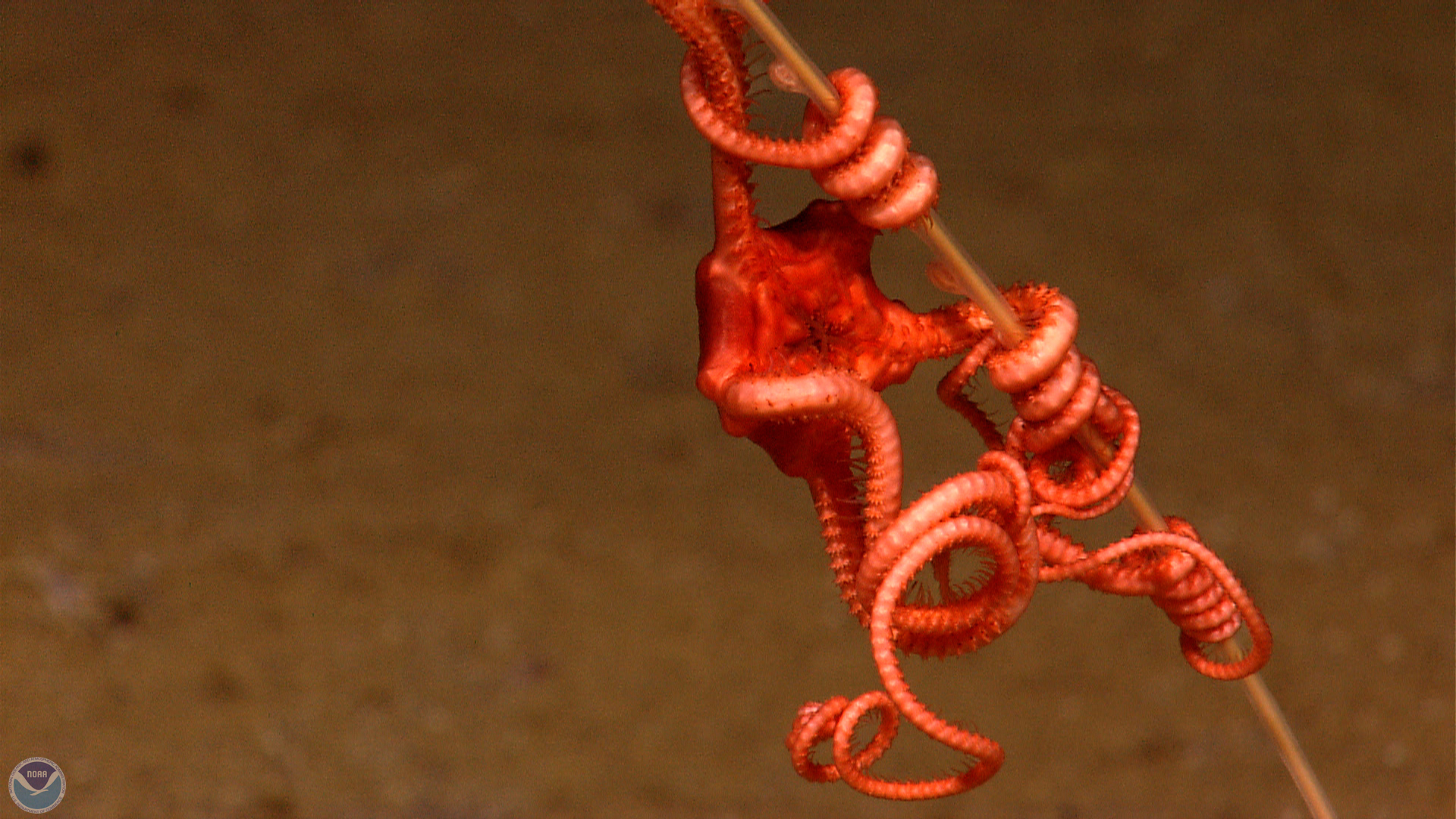
Ein 2010 in Indonesien beobachteter Schlangenstern.

Von Juni bis August 2010 arbeitete ein internationales Team von Wissenschaftlern aus den USA und Indonesien zusammen, um die Tiefen der indonesischen Gewässer zu erkunden. Die Expedition, Indonesien-USA Tiefsee-Expedition in der Region zwischen den Talaud- und den Sangihe-Inseln (INDEX 2010), zeigte eine Reihe von Premieren, darunter: die Jungfernfahrt der Okeanos Explorer, die erste gemeinsame Indonesien-USA-Ozean-Erkundungs-Expedition und die erste gemeinsame internationale Mission mit zwei Schiffen, die Live-Videos an Wissenschaftler in einer Erkundungs-Kommandozentrale an Land übermitteln.

### Expedition in den Galapagos-Grabenbruch 2011

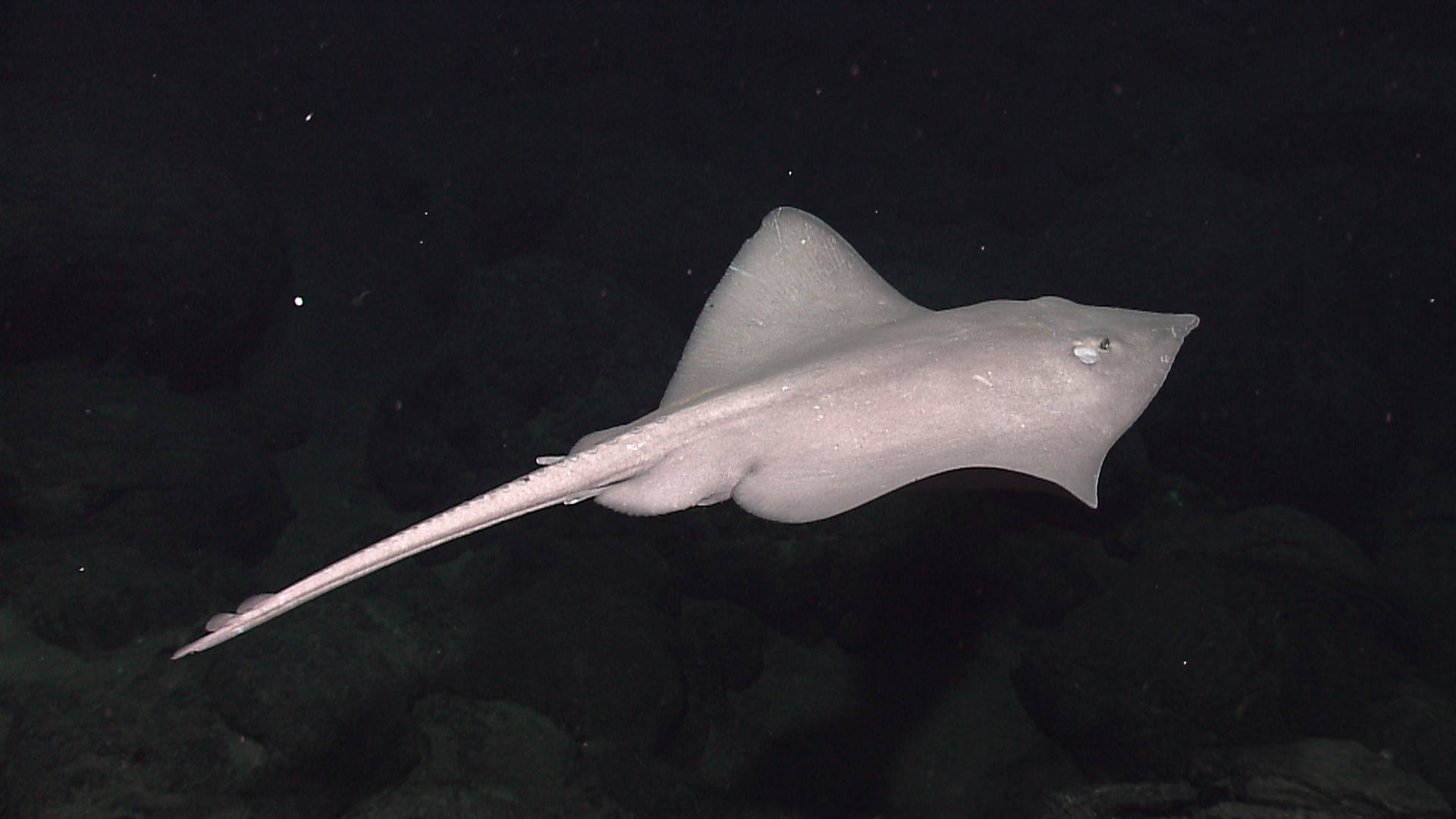
Ein im Jahr 2011 auf den Galapagos beobachteter Bathyraja abyssicola.

Von Juni bis Juli 2011 führte ein Team von Wissenschaftlern und Technikern sowohl am Meer als auch an Land Erkundungsuntersuchungen zur Vielfalt und Verteilung von Tiefsee-Lebensräumen und Meeresbewohner in der Nähe der Galapagosinseln durch. Die 50-Tage-Expedition ist zweigeteilt (Legs) worden und beinhaltete die Arbeiten in Ecuador, Costa Rica und in internationalen Gewässern.
Während im Teil 1 (Leg I) die Kartierung und Informationsgewinnung zur Wassersäule im Vordergrund stand, konzentrierte man sich im Teil 2 (Leg II) auf die Kennzeichnung und Erforschung einer Reihe von spannenden Zielen mit dem ROV. Zwischen dem 11. Juli und dem 28. Juli 2011 erforschte das Schiff Seeberge, außeraxiale Sulfidhügel, tiefe Bruchzonen und neu entdeckte Vents.
Auf dieser Expedition kam auch erstmals ein neuer Kameraschlitten nebst Beleuchtungsbühne mit dem Namen Seirios. Als vom Schiff die Little Hercules entsandt wurde, standen die Wissenschaftler und das Publikum an Land das allererste Videomaterial aus einer Reihe von Tiefseegebieten rund um die Galapagos zur Verfügung.

### Expedition zum Mid-Cayman-Rise 2011
Im August 2011 startete das NOAA Schiff Okeanos Explorer zu einer Expedition zum tiefsten Teil des Karibischen Meeres, wo ein Team internationaler Wissenschaftler sowohl am Meer als auch an Land interdisziplinäre Untersuchungen des Mid-Cayman-Rise durchgeführt hat – einem extrem langsamen Spreizungszentrum, wo sich zwei Platten allmählich auseinander bewegen und dabei Magma aufwirft, schafft dort neue Kruste und den angrenzenden Cayman-Trog. Die Forschungsreise konzentrierte sich auf die ozeanischen Kernkomplexe, die den Bau der Rifttalwände entlang eines Großteils des Mid-Cayman-Rises und der Innenwand der Cayman-Trog-Abbruchzone unmittelbar nach Norden dominieren – Untersuchung der Geologie, des Meerlebens und der hydrothermalen Systeme, die diese Gebiete beherbergen könnten. Innerhalb von zehn Tagen hatte das Schiff die Graben-Talwände des Mid-Cayman-Rises und der Nordwand der Cayman-Trog-Bruchzone mit dem bordeigenen Tiefsee-Wasser-Mehrstrahl-Sonar kartiert und erforschte die Wassersäule für hydrothermale Aktivität unter Verwendung einer CTD-Rosette, in-situ-Sensoren und einer bordeigenen Methananalyse. Des Weiteren fand eine detaillierte Untersuchung des Ozeanbodens mit dem ROV statt. Während der Expedition wurde das Live-Video der laufenden Operationen an Land übertragen, wo ein Team von Wissenschaftlern aus den USA und dem Vereinigten Königreiches durch die Nutzung der Fernanwesenheits-Technologie ferngesteuert wurde.

### Veatch-Canyon-Testfahrt 2012
„EX1201“ war die erste Expedition der Saison 2012 für das NOAA-Schiff Okeanos Explorer. Das Hauptziel dieser Fahrt war es, das Schiff, seine Systeme und alle Missionsgeräte betrieblich zu testen. Ein Nebenziel stellte die Verwendung des technologisch fortschrittlichen Mehrstrahl-Sonar des Schiffes dar, um drei nordöstliche und mittelatlantische Canyon-Gebiete zur Untermauerung und Unterstützung der Identifikation des Benthal-Lebensraumes und der Bemühungen um die Verwaltung des NOAA's Northeast Fisheries Science Center (NEFSC). Nach dem Auslaufen aus dem Heimathafen von Davisville auf Rhode Island am 14. Februar 2012 ging es für die Okeanos Explorer küstennah zum Veatch-Canyon, wo ein Probefläche sondiert wurde, um die richtige Kalibrierung des Mehrstrahl-Echolots zu gewährleisten. Als Teil des Testlaufes wurden etwa 280 Quadratkilometer Veatch-Canyon bathymetrisch vollständig vermessen, einschließlich eines Großteils des vom NEFSC gekennzeichneten Prio-1-Bereiches. Zu einem späteren Zeitpunkt konzentrierten sich die Untersuchungen auf die Block-, Ryan- und McMaster-Canyons. Dabei vermaß man etwa 900 Quadratkilometer Meeresboden, darunter 65 Prozent des vom NEFSC gekennzeichneten Prio-2-Bereiches. Schließlich kartierte das Schiff in den Hendrickson-, Toms- und Berkeley-Canyons 1 400 Quadratkilometer Meeresboden, inklusive 85 Prozent des vom NEFSC gekennzeichneten Prio-3-Bereiches. Während der Durchfahrt entlang des Kontinentalsockels sammelte das Schiff zwischen den fokussierten Kartierungsbereichen, Mehrstrahl-, Einstrahl- und Unterboden-Sonardaten, fügte es dem Meeresbodenkarten hinzu. Zusätzlich zu den erfolgreichen Testfahrten und den Kartierungsarbeiten, gab bei der „EX1201“ auch eine Reihe von positiven Bildungsergebnissen. Während der Testfahrt wurden zwei Hochschulabsolventen im Rahmen eines Praktikums ausgebildet. Darüber hinaus reisten schätzungsweise 50 Highschool-Schüler, Pädagogen und lokale Medien zum Schiff und lernten nach Abschluss über diese Expedition in Charleston in South Carolina.

### Expedition 2012 in den Golf von Mexiko

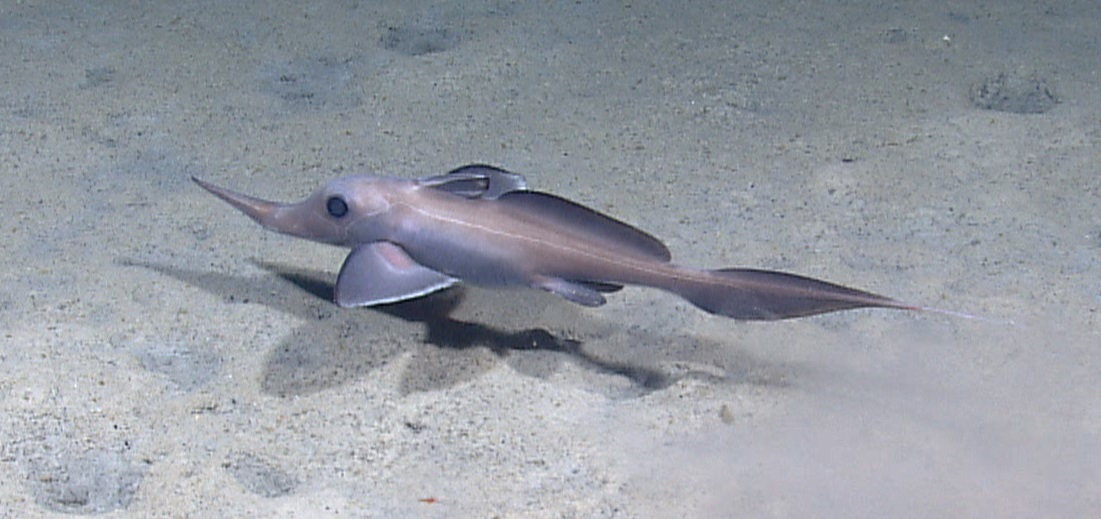
Eine Seekatze (Harriotta raleighana) beobachtet 2012 im Golf von Mexiko.

Von März bis April 2012 führte ein Team von Wissenschaftlern und Technikern sowohl am Meer als auch am Ufer Erkundungsuntersuchungen über die Vielfalt und Verteilung von Tiefsee-Lebensräumen und das Meeresleben im nördlichen Golf von Mexiko durch. Die 56-Tage-Expedition wurde in drei Teile (Legs) aufgeteilt. Durch Diskussionen und Informationen basierend auf dem Arbeitstreffen „Atlantisches Becken“ vom Mai 2011, der Kartierungsexpedition des Golf von Mexiko aus dem Herbst 2011 und dem Teil 1 (Leg I) und der Golf-von-Mexiko-Expedition von 2012 kennzeichneten die NOAA und die breitere Wissenschaftsgemeinschaft eine Reihe von spannenden Zielen, die sie dann während des Teils 2 (Leg II) und 3 (Leg III) erkundeten. Erforscht wurden Cold Seeps, tiefe Korallengemeinschaften, Unterwasser-Schluchten und Schiffswracks. Es kehrte auch das ferngesteuerte Fahrzeug (ROV) mitsamt dem Kameraschlitten und der Beleuchtungsbühne auf das NOAA-Schiff Okeanos Explorer zurück. Als diese Systeme aus dem Schiff eingesetzt wurden, konnten den Wissenschaftlern und dem Publikum an Land Echtzeit-Videomaterial aus den Tiefseegebieten der weitgehend unbekannten U.S.-Gewässern zur Verfügung gestellt werden.

### Expedition zu den nordöstlichen U.S.-Canyons 2013

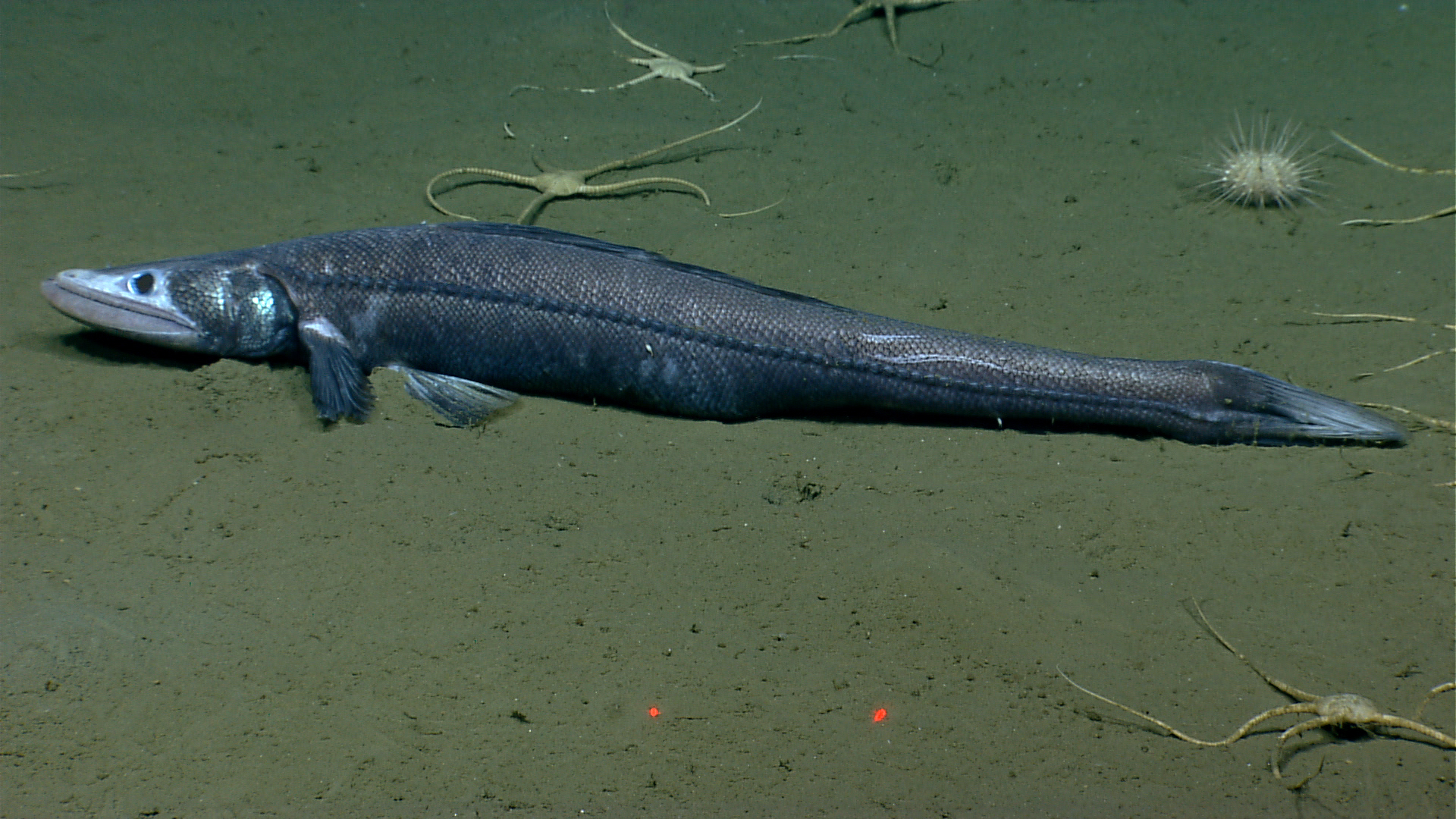
Ein 2013 vor der Ostküste der USA beobachteter Tiefsee-Eidechsenfisch.

Von Juli bis August 2013 führte ein Team von Wissenschaftlern und Technikern sowohl am Meer als auch am Ufer Erkundungsuntersuchungen über die Vielfalt und Verteilung von Tiefsee-Lebensräumen und das Meerleben entlang der Nordost-US-Canyons und am Mytilus Seamount, die sich innerhalb der ausschließlichen Wirtschaftszone der USA befindet. Die 36-Tage-Expedition bestand aus zwei Fahrten (Legs). Der Erkundungsbereich für diese gemeinschaftsorientierte Expedition wurde anhand der Diskussionen und Informationen basierend auf dem Arbeitstreffen „Atlantisches Becken“ vom Mai 2011 und der Prioritätsbereichsvorgaben von anderen NOAA-Programmen und der Verwaltungsgemeinschaft festgelegt. Mit der Nutzung dieser Vorgaben und Daten, die während der früheren Atlantik-Canyon-Untersee-Kartierungsexpedition (ACUMEN-Projekt) gewonnen wurden, haben die NOAA und die breitere Wissenschaftsgemeinschaft eine Reihe von spannenden Zielen gekennzeichnet, um diese während der zweiten Fahrt zu erkunden. In den darauffolgenden Wochen erkundete das Schiff Cold Seeps, tiefe Korallengemeinschaften, Unterwasser-Canyons, Eigenschaften bei Erdrutschen und einen Seeberg. Auf dieser Expedition wurde zum ersten Mal das neue 6.000 Meter ROV nebst neuem Kameraschlitten und Lichtplattform eingesetzt.

### Our Deepwater Backyard: Erforschung der atlantischen Canyons und der Tiefseeberge 2014

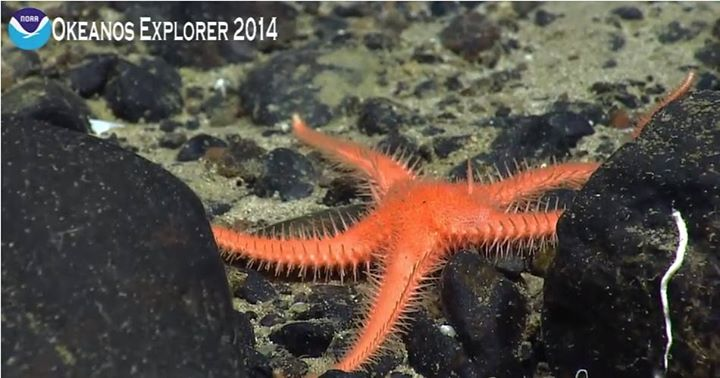
Ein 2014 beobachteter Seestern Benthopecten.

Von August bis Oktober 2014 erkundete das NOAA-Schiff Okeanos Explorer das bis dahin unbekannte Tiefsee-Ökosystem vor der U.S.-Atlantikküste. Das See- und Ufer-Wissenschaftsteam sammelte Grunddaten im unterseeischen Schluchten entlang Neu-England-Seebergkette.

### Océano Profundo 2015: Erkundung der Seeberge, Tiefseerinnen und Mulen vor Puerto Rico

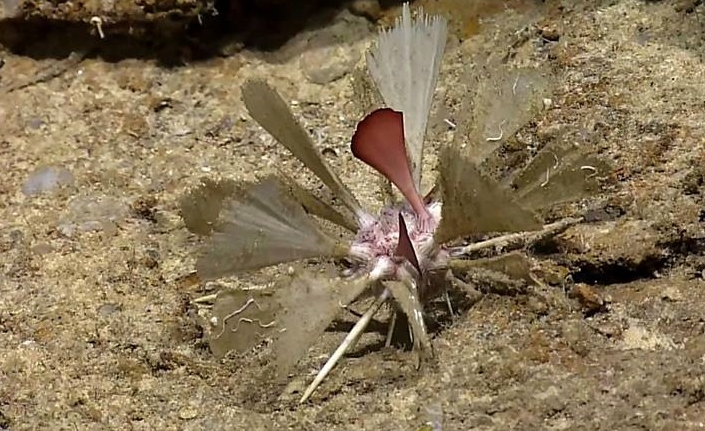
Ein 2015 vor Puerto Rico beobachteter Seeigel (Cidaris blakei).

Die zweite von drei Explorationen des NOAA Schiffs Okeanos Explorer führte 2015 in der Karibik. Das Hauptaugenmerk dieser Reise war die hochauflösende Kartierung von Gebieten in der Nähe von Puerto Rico und des Puerto-Rico-Grabens.

### 2016 Hohonu Moana: Erkundung der Tiefengewässer vor Hawaii

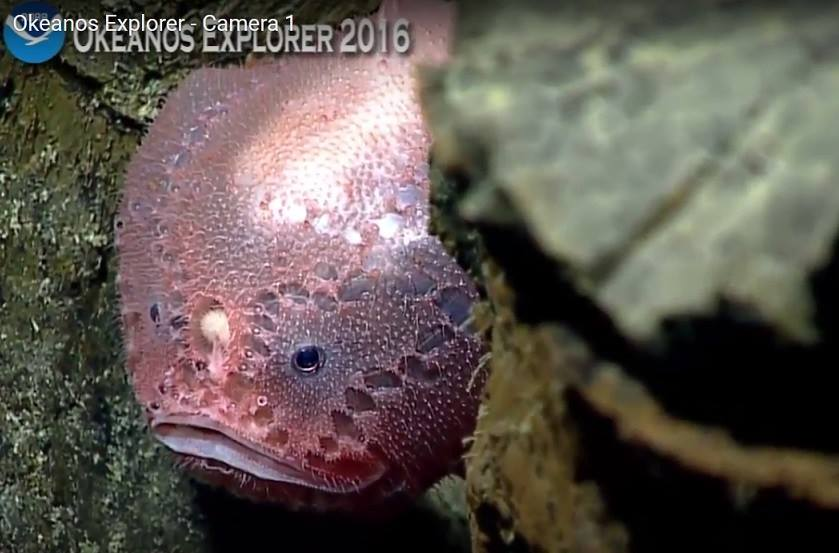
Eine 2016 beobachtete Seekröte (Chaunacops coloratus).

Vom 25. Februar bis zum 18. März 2016 haben die Wissenschaftler die 2015 begonnenen Bemühungen der Hohonu-Moana-Expedition zur Erkundung von Tiefsee-Lebensräumen fortgesetzt. Diese fanden in um das Papahānaumokuākea Marine National Monument statt. Die Expedition umfasste die Arbeit an Seebergen im unterseeischen Gebirge im Mittelpazifik, auf dem Weg zum Hafen des Kwajalein-Atolls.

### Expedition 2017 nach Amerikanisch-Samoa:Suesuega o le Moana o Amerika Samoa

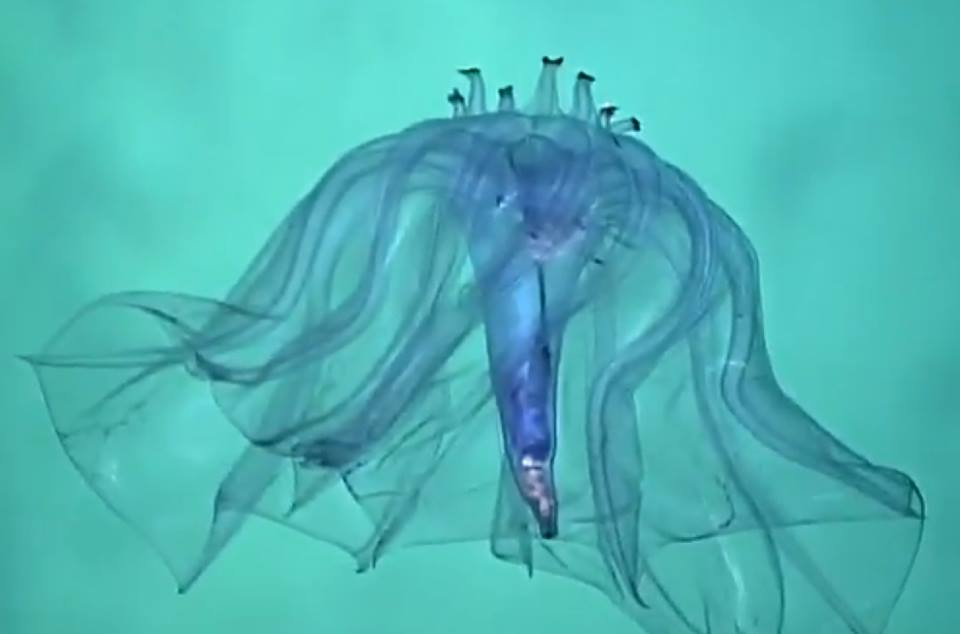
Eine 2017 beobachtete sehr selten schwimmende Seegurke (Pelagothuria natatrix).

Von Februar bis April 2017 führen die NOAA und dessen Partner zwei telegenwärtige Erkundungsfahrtenauf dem Schiff Okeanos Explorer durch, um kritische Grundlageninformationen von unbekannten und schlecht bekannten Tiefwassergebieten vor Amerikanisch-Samoa und Samoa zu sammeln. Der Schwerpunkt lag, mit einem Schwerpunkt auf dem Rose Atoll Marine National Monument, dem National Marine Sanctuary of American Samoa und dem National Park of American Samoa.

## Bildung
NOAA versucht, Daten für die Schüler, Lehrer und alle andere interessierte bereitzustellen. Zu diesem Zweck kooperiert sie mit dem Exploratorium in San Francisco, um ein Online-Bildungsprogramm mit Live-Sendungen für alle Altersgruppen und für die breite Öffentlichkeit zu entwickeln. Die Okeanos Explorer ist als Bildungselement entworfen, dem man auf Twitter folgen kann.